# Typhlodromalus spinosus
Typhlodromalus spinosus är en spindeldjursart som först beskrevs av Meyer och Rodrigues 1966.  Typhlodromalus spinosus ingår i släktet Typhlodromalus och familjen Phytoseiidae. Inga underarter finns listade i Catalogue of Life.